# Айд, Фрэнк
Фрэнк Айд (англ. Frank Joseph Ayd Jr.; 14 октября 1920 — 21 марта 2008) — американский психиатр, пионер использования антипсихотических средств в США.
Соавтор более 40 книг, автор более 400 статей. В декабре 1952 года первым в США начал широко применять хлорпромазин, исследуя его действие и побочные эффекты. Получил первое разрешение от FDA на использование хлорпромазина при шизофрении. Айд в большой мере способствовал зарождению современной психофармакологии и переходу от царившей в Соединённых Штатах фрейдистской традиции к биологическому подходу в психиатрии. Основал журнал „International Drug Therapy Newsletter“, в 2007 году изменивший название на „Psychopharm Review“.
Наряду с терапевтическим действием нейролептиков Айд активно исследовал их побочные эффекты, подчеркивая необходимость осторожного подхода к терапии, обучения врачей оптимальному подбору препаратов, поддержки больных за пределами госпиталя.

## Книги
- «Recognizing the depressed patient» \ «Диагностика депрессии». NY: Grune & Stratton, Inc., 1961. Frank J Ayd Jr.
- Принципы и практика психофармакотерапии  - авторы: Филипп Дж. Яничак, Джон М. Дэвис, Шелдон X. Прескорн, Фрэнк Дж. Айд мл. ISBN 966-521-031-9 Ника-центр, 1999 г.